# Campionato svedese maschile di pallanuoto
Il campionato svedese maschile di pallanuoto è l'insieme dei tornei pallanuotistici maschili nazionali per club della Svezia. È organizzato dalla Svenska simförbundet, la federazione svedese di nuoto.
La prima edizione risale al 1906. La squadra più titolata è lo Stockholms KK, laureatasi campione nazionale per sessantadue volte.

## Albo d'oro
- 1906:  Stockholms KK
- 1907:  Stockholms KK
- 1908:  Stockholms KK
- 1909:  Stockholms KK
- 1910:  Stockholms KK
- 1911:  Stockholms KK
- 1912:  Stockholms KK
- 1913:  Stockholms KK
- 1914:  Stockholms KK
- 1915:  Stockholms KK
- 1916:  Stockholms KK
- 1917:  Stockholms KK
- 1918:  Stockholms KK
- 1919:  Stockholms KK
- 1920:  Stockholms KK
- 1921:  Stockholms KK
- 1922:  Stockholms KK
- 1923:  Stockholms KK
- 1924:  Stockholms KK
- 1925:  SK Neptun
- 1926:  SK Neptun
- 1927:  Stockholms KK
- 1928:  SK Neptun
- 1929:  Stockholms KK
- 1930:  Stockholms KK
- 1931:  Stockholms KK
- 1932:  SK Neptun
- 1933:  Stockholms KK
- 1934:  SoIK Hellas
- 1935:  SK Neptun
- 1936:  Stockholms KK
- 1937:  Stockholms KK
- 1938:  Stockholms KK
- 1939:  Stockholms KK
- 1940:  Stockholms KK
- 1941:  SK Neptun
- 1942:  SoIK Hellas
- 1943:  SoIK Hellas
- 1944:  Stockholms KK
- 1945:  Stockholms KK
- 1946:  SoIK Hellas

- 1947:  SoIK Hellas
- 1948:  SoIK Hellas
- 1949:  SoIK Hellas
- 1950:  SoIK Hellas
- 1951:  SoIK Hellas
- 1952:  SoIK Hellas
- 1953:  SoIK Hellas
- 1954:  SoIK Hellas
- 1955:  SoIK Hellas
- 1956:  SoIK Hellas
- 1957:  SoIK Hellas
- 1958:  SoIK Hellas
- 1959:  SoIK Hellas
- 1960:  SoIK Hellas
- 1961:  Stockholms KK
- 1962:  Stockholms KK
- 1963:  Tunafors SK
- 1964:  Tunafors SK
- 1965:  Tunafors SK
- 1966:  Tunafors SK
- 1967:  Tunafors SK
- 1968:  Stockholms KK
- 1969:  Stockholms KK
- 1970:  Stockholms KK
- 1971:  Stockholms KK
- 1972:  Stockholms KK
- 1973:  Stockholms KK
- 1974:  Stockholms KK
- 1975:  Stockholms KK
- 1976:  Västerås SS
- 1977:  Västerås SS
- 1978:  Stockholms KK
- 1979:  Stockholms KK
- 1980:  Stockholms KK
- 1981:  Göteborgs KKN
- 1982:  Stockholms KK
- 1983:  SK Neptun
- 1984:  SK Neptun
- 1985:  Stockholms KK
- 1986:  Stockholms KK
- 1987:  SK Neptun

- 1988:  Stockholms KK
- 1989:  Stockholmspolisens IF
- 1990:  Stockholms KK
- 1991:  Stockholms KK
- 1992:  Stockholms KK
- 1993:  Stockholms KK
- 1994:  Stockholms KK
- 1995:  Stockholms KK
- 1996:  Stockholmspolisens IF
- 1997:  Stockholmspolisens IF
- 1998:  Stockholms KK
- 1999:  Stockholms KK
- 2000:  Stockholms KK
- 2001:  Stockholms KK
- 2002:  Stockholms KK
- 2003:  Stockholms KK
- 2004:  Stockholms KK
- 2005:  Stockholms KK
- 2006:  SoIK Hellas
- 2007:  SoIK Hellas
- 2008:  SK Ran
- 2009:  SoIK Hellas
- 2010:  Järfälla Simsällskap
- 2011:  Järfälla Simsällskap
- 2012:  Järfälla Simsällskap
- 2013:  Järfälla Simsällskap
- 2014:  SoIK Hellas
- 2015:  Järfälla Simsällskap
- 2016:  Linköpings SF
- 2017:  Järfälla Simsällskap
- 2018:  Järfälla Simsällskap
- 2019:  Järfälla Simsällskap
- 2020:  Stockholmspolisens IF
- 2021:  Järfälla Simsällskap
- 2022:  Järfälla Simsällskap
- 2023:  Stockholmspolisens IF
- 2024:  Järfälla Simsällskap

## Vittorie per squadra
| Pos. | Squadra               | Vittorie |
| ---- | --------------------- | -------- |
| 1    | Stockholms KK         | 62       |
| 2    | SoIK Hellas           | 22       |
| 3    | Järfälla Simsällskap  | 11       |
| 4    | SK Neptun             | 9        |
| 5    | Tunafors SK           | 5        |
| 5    | Stockholmspolisens IF | 5        |
| 7    | Västerås SS           | 2        |
| 8    | Göteborgs KKN         | 1        |
| 8    | SK Ran                | 1        |
| 8    | Linköpings SF         | 1        |